# Kaisa Juuso
Kaisa Juuso (ur. 23 września 1960 w Alatornio) – fińska polityk i pielęgniarka, posłanka do Eduskunty, od 2023 minister spraw społecznych i zdrowia.

## Życiorys
Absolwentka filozofii na Uniwersytecie Sztokholmskim (1986), uzyskała później dyplomy z zakresu ubezpieczeń i pielęgniarstwa. Pracowała w branży ubezpieczeniowej, a następnie jako pielęgniarka. Zaangażowała się w działalność polityczną w ramach prawicowej Partii Finów. W 2013 weszła do rady miejskiej w Tornio, a w 2017 powołana w skład miejskiej egzekutywy. W 2019 po raz pierwszy uzyskała mandat deputowanej do Eduskunty. Z powodzeniem ubiegała się o poselską reelekcję w wyborach w 2023.
W czerwcu 2023 objęła urząd ministra spraw społecznych i zdrowia w rządzie Petteriego Orpa.